# Szlovák labdarúgó-bajnokság (harmadosztály)
A 3. liga Szlovákia harmadik legmagasabb szintű labdarúgó-bajnoksága. A liga 1993-ban alakult Csehszlovákia felbomlása után. A bajnokságban részt vevő csapatok két csoportba vannak osztva, a 2024-25-ös szezonban a nyugati csoportban 17, a keleti csoportban 16 csapat szerepelt.

## Története
A bajnokságot 1993-ban alapították.

## Résztvevők
A 2024-2025-ös szezonban részt vevő csapatok:

### Nyugati csoport
| Csapat                         |
| ------------------------------ |
| FC Slovan Galanta              |
| FC Žolík Malacky               |
| FK Beluša                      |
| FK Inter Bratislava            |
| FK Podkonice                   |
| FK Rača Bratislava             |
| FK Slovan Duslo Šaľa           |
| FKM Nové Zámky                 |
| MŠK Fomat Martin               |
| OFK Baník Lehota pod Vtáčnikom |
| OK Častkovce                   |
| RSC Hamsík Academy             |
| Spartak Myjava                 |
| ŠKF Sereď                      |
| TJ Družstevník Veľké Ludince   |
| TJ Jednota Bánová              |
| TJ Tatran Krásno nad Kysucou   |

### Keleti csoport
| Csapat                |
| --------------------- |
| FC Lokomotíva Košice  |
| FK Poprad             |
| FK Spišská Nová Ves   |
| FTC Fiľakovo          |
| MFK Dolný Kubín       |
| MFK Snina             |
| MFK Vranov nad Topľou |
| MŠK Námestovo         |
| MŠK Novohrad Lučenec  |
| MŠK Rimavská Sobota   |
| MŠK Spišské Podhradie |
| MŠK Tesla Stropkov    |
| Partizán Bardejov BŠK |
| Slávia TU Košice      |
| ŠK Odeva Lipany       |
| TJ Baník Kalinovo     |